# Preußenfriedhof Breiteneich

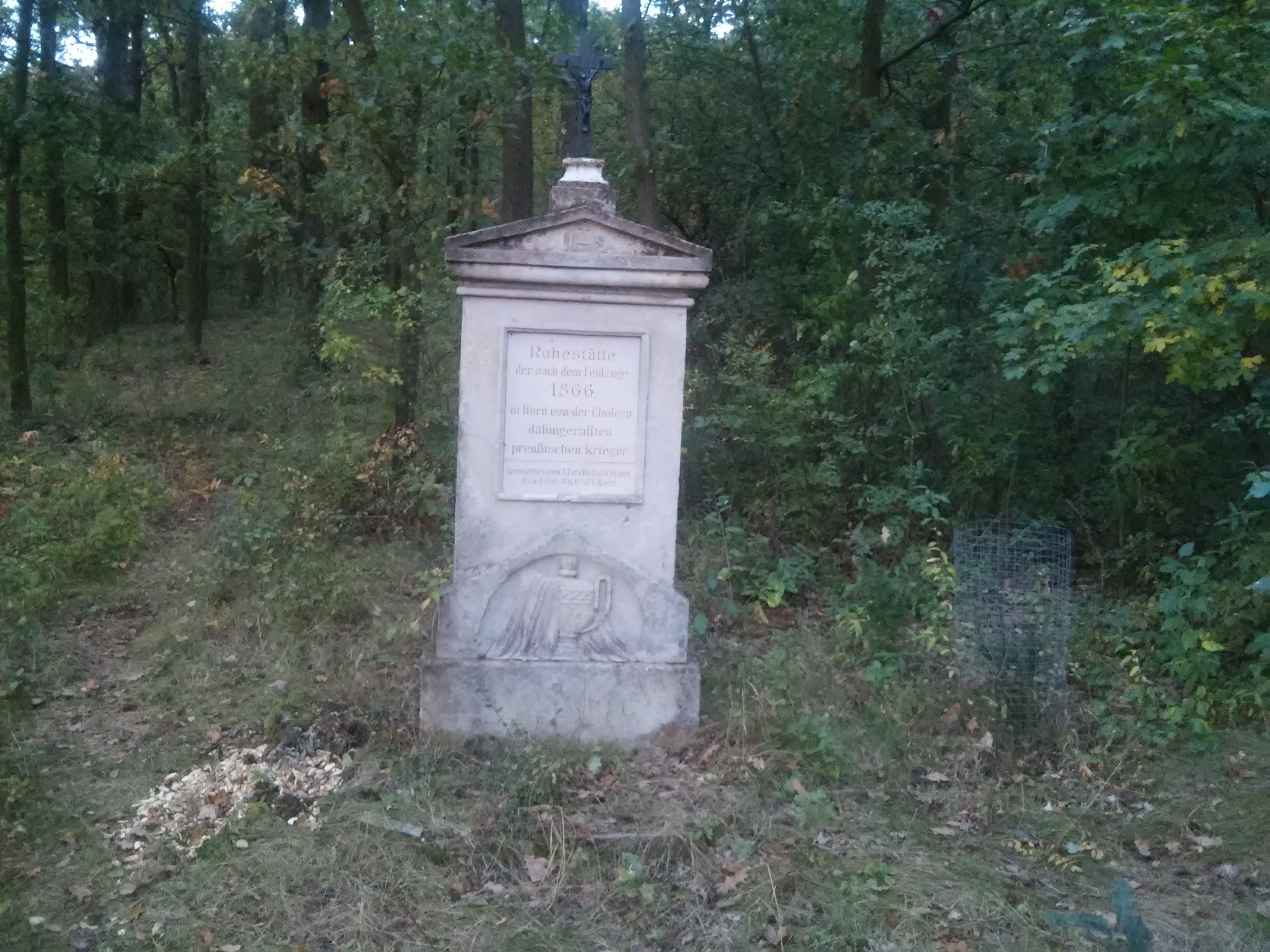
Der Gedenkstein auf dem Friedhof

Der Preußenfriedhof Breiteneich ist ein Soldatenfriedhof im Ort Breiteneich in der Stadtgemeinde Horn in Niederösterreich.
Während des Preußisch-Österreichischen Kriegs im Jahr 1866 brach im preußischen Heer die Cholera aus und verbreitete mit dem Truppenvormarsch die Cholera auch in einigen Teilen Niederösterreich. Beim Durchmarsch durch Horn quartierten sich Soldaten auch in der Umgebung von Horn ein.
Der Preußenfriedhof befindet sich am Waldrand zwischen der Doberndorfer Straße und einem Weg nach Breiteneich. Hier ruhen sechs preußische Soldaten, die beim Rückmarsch der Cholera zum Opfer fielen. „Ruhestätte der nach dem Feldzug 1866 in Horn von der Cholera dahingerafften preußischen Krieger“ steht auch auf dem Grabstein.
Einheimische, die von der durch die Soldaten eingeschleppten Cholera dahingerafft wurden, sind am Cholerafriedhof Maria Dreieichen bestattet.